# Rutas temáticas y turísticas de Chile
Las Rutas temáticas y turísticas de Chile son el conjunto de carreteras del país, que además de tener el fin de servir como medio de circulación de vehículos, conectan las ciudades y/o pueblos rurales o zonas turísticas, las cuales adquirieron o fueron construidas para rescatar las características culturales, patrimoniales, temáticas y turísticas de la nación. Entre ellas, se encuentran las carreteras construidas y financiadas por el Ministerio de Obras Públicas, a través de la Dirección de Vialidad. 
El objetivo de estas rutas, es que además de viajar, igualmente se pueda disfrutar la naturaleza, para lo cual se sugieren y conectan múltiples paseos y zonas turísticas del territorio chileno.
Entre este tipo de carreteras en Chile, destacan la Ruta Andina, la Ruta Costera, la Ruta Interlagos, las Rutas del vino chileno, Ruta de los olivos y la Carretera Austral; y como ruta histórica-turística el Camino Real.